# 布蘭登·莫斯
布蘭登·道格拉斯·莫斯（英語：Brandon Douglas Moss，1983年9月16日—），為前美國職棒大聯盟的外野手與一壘手，生涯曾效力於紅襪、海盜、費城人、運動家、印地安人、紅雀與皇家等隊。他曾在2014年入選明星賽。

## 職業生涯

### 波士頓紅襪

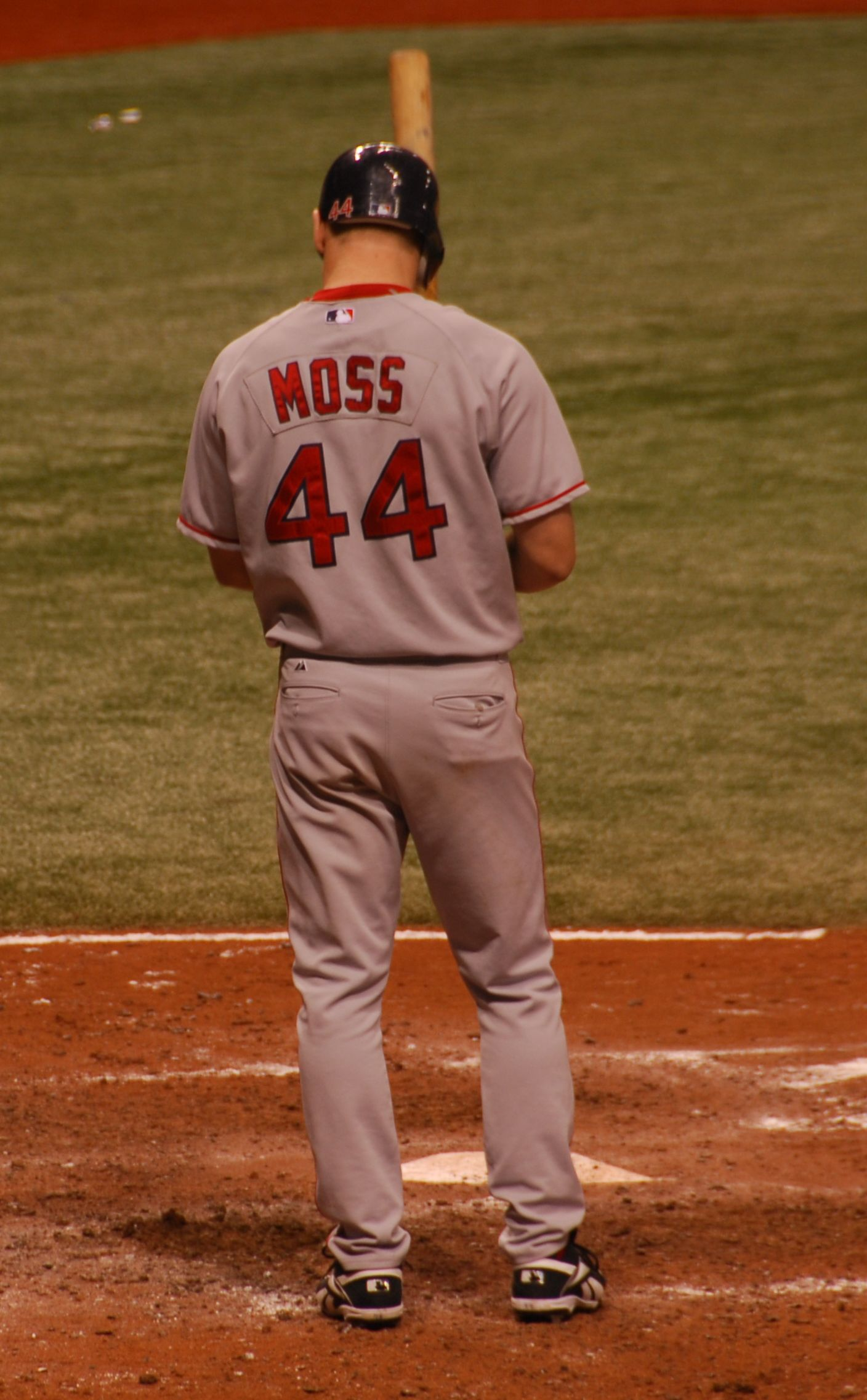
2007年的莫斯

2002年美國職棒大聯盟選秀，莫斯在第八輪被紅襪選中。他在小聯盟的爬升速度很快，在2A待了兩年後升上3A。
2007年8月6日，因為艾瑞克·辛斯基請假，因此球隊將莫斯拉上大聯盟。他在初登場就敲出大聯盟首安，不過隔日就遭到下放，直到9月才再度重返大聯盟。
2008年大聯盟日本開幕戰，莫斯敲出大聯盟生涯首轟。他到5月初的打擊率為2成86，後因罹患闌尾炎而緊急進行切除闌尾手術。

### 匹茲堡海盜
2008年7月31日，紅襪將莫斯和Craig Hansen交易到海盜，並將曼尼·拉米瑞茲交易到道奇；海盜將傑森·貝交易到紅襪；道奇將Andy LaRoche和Bryan Morris交易到海盜。莫斯馬上成為海盜的的先發左外野手，整季繳出2成22的打擊率。
2009年，Delwyn Young和加勒特·瓊斯兩位外野手漸漸取代莫斯的先發地位。整季他的打擊率為2成36，並敲出7轟與41分打點。
2010年春訓，莫斯僅敲出3支安打。開季打擊率更是只有1成54。他在3月29日遭到指定讓渡，隨後被下放到3A。

### 費城費城人
2010年12月，莫斯與費城人簽下小聯盟約。2011年，他幾乎都待在3A，直接9月才回到大聯盟。不過他6個打數無安打，最後他在球季結束後成為自由球員。

### 奧克蘭運動家

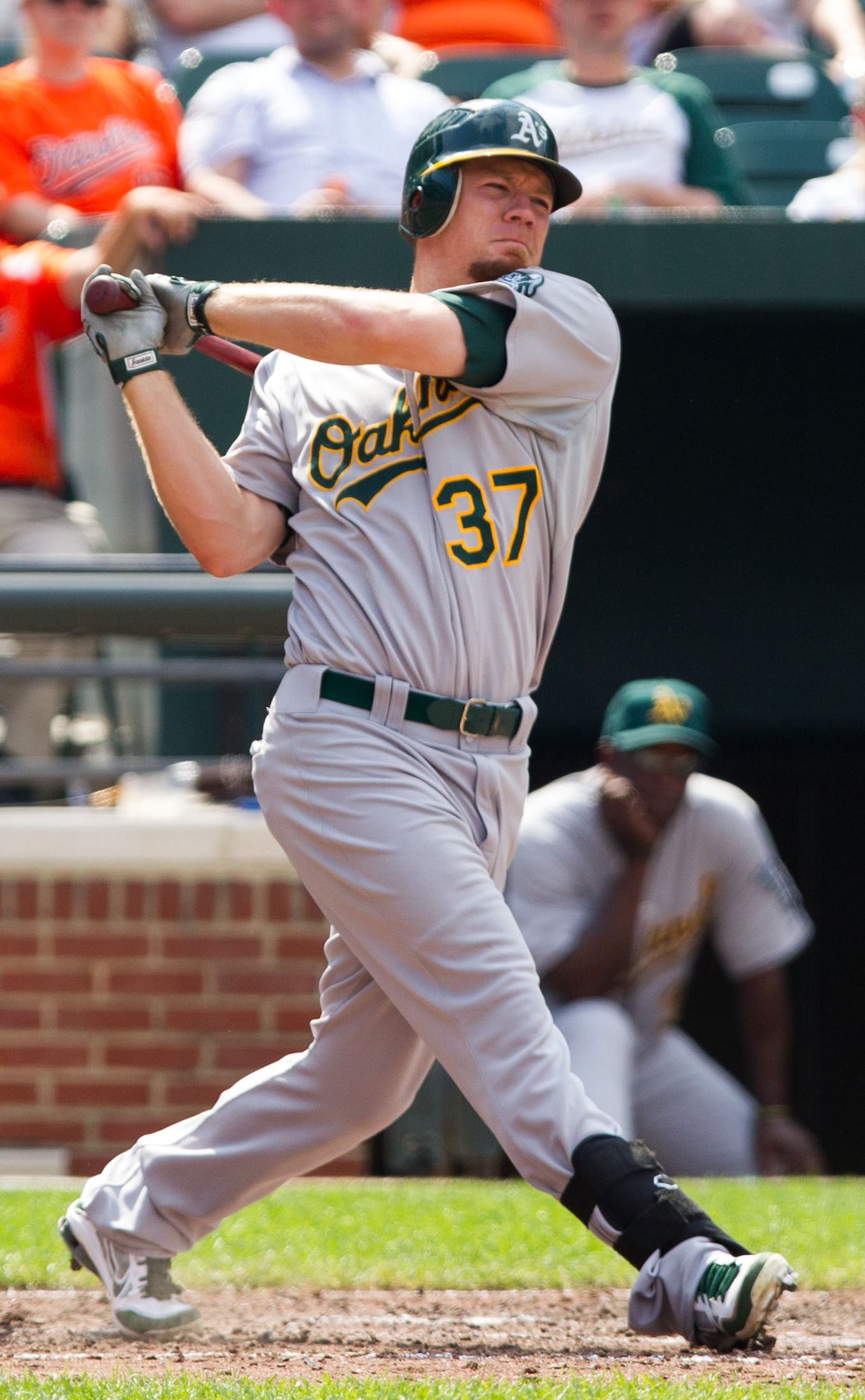
2012年的莫斯

2011年12月1日，莫斯與運動家簽下小聯盟約。他曾一度考慮退休，轉任消防員。2012年6月6日，運動家在莫斯的合約快到期前將他升上大聯盟。雖然他剛開始表現掙扎，但隨後4場比賽敲出5轟。該年他和Chris Carter輪流擔任一壘手，整季打擊率為2成91，並敲出21轟。2013年4月30日，莫斯在延長19局下敲出再見2分砲。該年他繳出2成56的打擊率，並敲出生涯新高的30轟與87分打點。
2014年，莫斯繳出2成65的打擊率，並敲出23轟與71分打點。他在7月底前還敲出3支滿貫砲，最後順利入選生涯唯一一次明星賽。2014年美國聯盟外卡晉級賽，莫斯單場敲出雙響砲，個人打進5分打點，寫下運動家隊史個人在單場季後賽的最多打點紀錄。不過球隊最後遭到皇家逆轉，無緣晉級到分區賽。

### 克里夫蘭印地安人
2014年12月8日，運動家將莫斯交易到印地安人，換來喬伊·溫德爾。他在休賽季期間接受了髖關節唇裂與臀部撕裂手術，這連帶影響他在2015年的表現。他在印地安人共敲出15轟與50分打點。

### 聖路易紅雀
2015年7月30日，印地安人將莫斯交易到紅雀，換來Rob Kaminsky。整季他敲出19轟與58分打點。
2016年，莫斯與紅雀簽下1年825萬美元的合約。4月10日，他首度面對勇士隊開轟，達成面對大聯盟30支球隊都有開轟記錄。他在這年以代打身分敲出3轟，幫助球隊追平隊史單季代打開轟次數。7月5日，莫斯因為腳踝扭傷進入傷兵名單，後於8月2日回歸。

### 堪薩斯市皇家
2017年2月1日，莫斯與皇家簽下2年1200萬美元的合約。

### 重返運動家
2018年1月29日，皇家將莫斯與Ryan Buchter交易到運動家，換來Jesse Hahn和Heath Fillmyer。莫斯在3月4日遭到球隊指定讓渡，而他也宣布若沒有其他大聯盟球隊接洽，他就要宣布退休。最後他在3月6日被球隊釋出。

## 生涯打擊成績
| 出賽次數 | 打席 | 打數 | 得分 | 安打 | 二安 | 三安 | 全壘打 | 打點 | 盜壘 | 保送 | 三振 | 打擊率 | 上壘率 | 長打率 | OPS  |
| -------- | ---- | ---- | ---- | ---- | ---- | ---- | ------ | ---- | ---- | ---- | ---- | ------ | ------ | ------ | ---- |
| 1016     | 3521 | 3133 | 419  | 742  | 159  | 17   | 160    | 473  | 11   | 328  | 968  | .237   | .314   | .452   | .766 |

## 個人生活
莫斯在20歲時結婚，目前育有2子。而莫斯也是美國鄉村歌手Alan Jackson的遠房表弟。

## 外部連結
- 球員資訊和成績在MLB，ESPN，Baseball-Reference，Fangraphs（英文）